# Oxalis amplifolia
Oxalis amplifolia là một loài thực vật có hoa trong họ Chua me đất. Loài này được (Trel.) Tidestr. mô tả khoa học đầu tiên năm 1923.